# Hermann August Hagen
Pour les articles homonymes, voir Hermann, August et Hagen.
Hermann August Hagen est un entomologiste américain d’origine allemande, né le 30 mai 1817 à Königsberg et mort le 9 novembre 1893 à Cambridge aux États-Unis.

## Biographie
Il est le fils de Carl Heinrich Hagen et d’Anna née Linck. Il obtient un titre de docteur en médecine à l’université de Königsberg en 1840. Il se marie avec Johanna Maria Gerhards en 1851.
À l’invitation de Louis Agassiz (1807-1873), il s’installe aux États-Unis en 1867. Il développe le département d’entomologie au Museum of Comparative Zoology d’Harvard. Il devient, en 1870, le premier professeur d’entomologie dans une université américaine. Harvard devient le centre de l’activité entomologique du pays. C’est lui qui forme des étudiants importants comme John Henry Comstock (1849-1931).
Hagen est membre de plusieurs sociétés savantes dont l’American Academy of Arts and Sciences, l’American Philosophical Society et l’Entomological American Society.
Il est l’auteur de Monographie der Termiten (1855-1860), Synopsis of North American Neuroptera (1861), Bibliotheca Entomologica (1862-1863).

## Liste partielle des publications

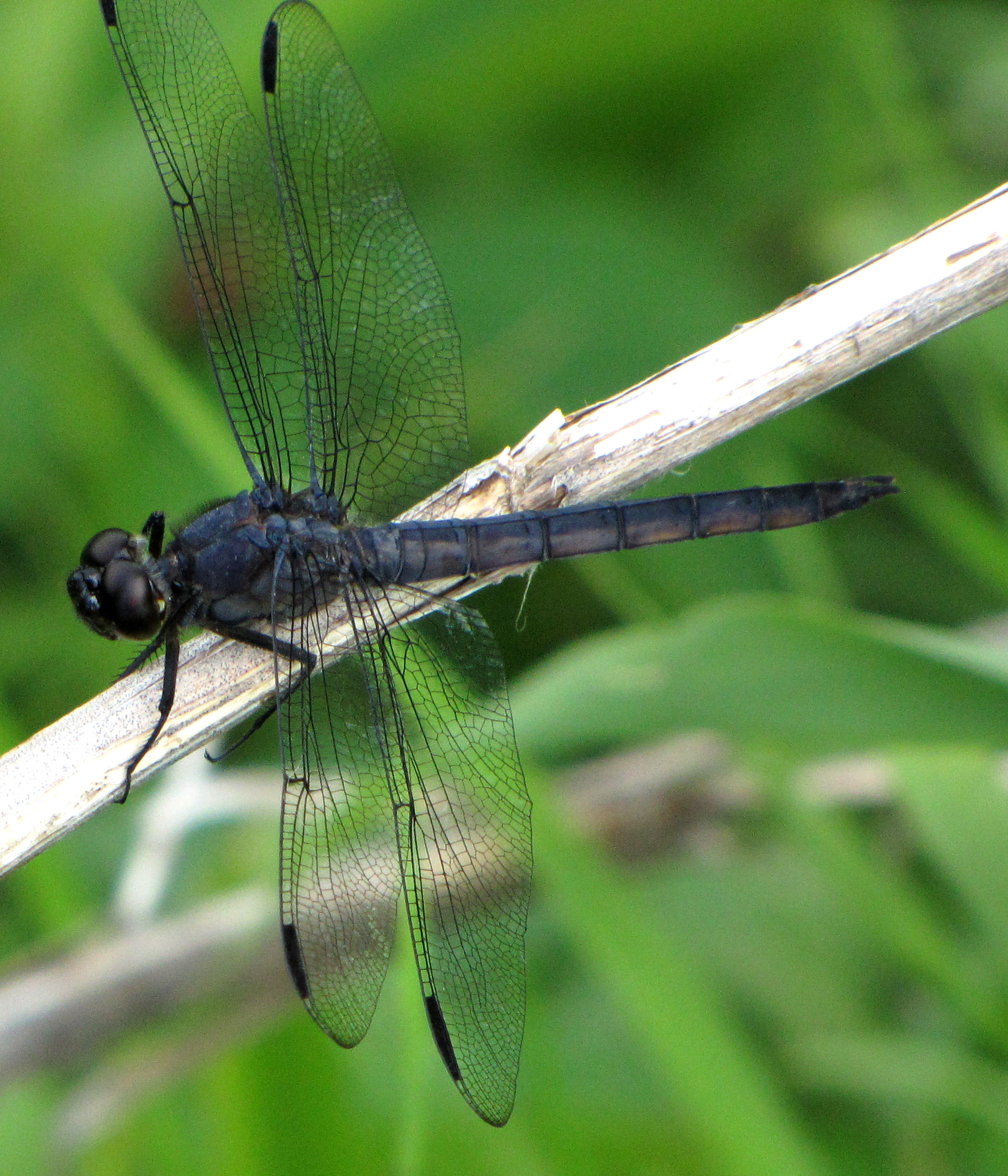
Libellule voluptueuse décrite par Hagen

- 1853. Neuropteren aus Mossambique. Ber. Verh. K. Preuss. Akad. Berl. 1853 : 479-482.
- 1858 : Catalogue of the specimens of neuropterous insects in the collection of the British Museum. [Supplément I.] Part 1. Termitina. Printed by order of the Trustees, London. 34 pp.
- 1858. Synopsis der Neuroptera Ceylons. Verh. Zool.-Bot. Ges. Wien 8 : 471-488.
- 1859. Synopsis der Neuroptera Ceylons (pars II). Verh. Zool.-Bot. Ges. Wien 9 : 199-212.
- 1862. Synopsis of the Neuroptera of North America with a list of the South American species. Smithson. Misc. Collect. 4 (1) : 1-347.
- 1865. Synopsis of the Psocina without ocelli. Ent. Mon. Mag. (1) 2 : 121-126.
- 1867. Notizen beim studium von Brauer's Novara-Neuropteren. Verh. Zool.-Bot. Ges. Wien 17 : 31-62.
- 1885. Monograph of the Embidina. Can. Ent. 17 (8) : 141-155.